# Emil Herz (Verleger)

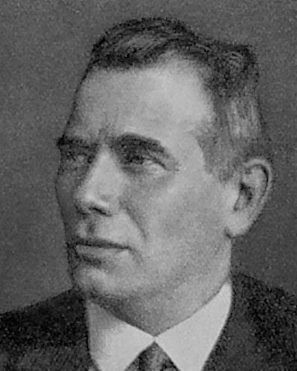
Emil Herz, ca. 1922 (unbekannter Fotograf, Urheberrechte beachten)

Emil Emanuel Herz (geboren 5. April 1877 in Essen; gestorben 7. Juli 1971 in Rochester, New York, USA) war ein deutscher Verleger.

## Leben
Emil Herz war ein Sohn des Häute- und Fellhändlers Aron Herz und der Amalie Grünewald. Die Familie zog um 1880 nach Warburg in Westfalen. Dort besuchte er das städtische Gymnasium und machte Abitur.
In Bonn absolvierte er ein Germanistikstudium, das er mit einer Dissertation zum Dr. phil über das Schauspiel zur Zeit Shakespeares 1901 beendete. Nach einer zweijährigen Verlagslehre in Hamburg wurde er 1903 vom Ullstein Verlag in Berlin als erster Leiter des neu gegründeten Ullstein Buchverlags eingestellt. Am 14. Juni 1910 heiratete er die Lehrerin Gabriele Berl. Sie hatten zwei Töchter (Elisabeth und Gertrud) und zwei Söhne (Arthur und Erwin).
Herz führte die Ullstein-Taschenbücher ein und gründete den Propyläen Verlag. Sein größter Erfolg als Verleger war 1929 der Bestseller Im Westen nichts Neues. Nach über 30-jähriger Tätigkeit bei Ullstein, am Ende als Direktor, erzwangen die Nazis 1934 seine Entlassung. Wegen des stetig steigenden Drucks, dem er als Jude ausgesetzt war, entschloss er sich schon Ende 1935 zur Emigration. Das Ziel war zunächst Palästina, wo er schwer erkrankte und schon im Frühjahr 1936 wieder nach Deutschland zurückkehrte. Die nächsten Stationen waren 1937 Florenz, 1938 Lugano und 1939 Havanna auf Kuba. Im Sommer 1940 erreichte er die USA, wo er sich in Rochester im US-Bundesstaat New York niederließ und bis zu seinem Tod lebte.  

## Bürgerschaftliches Engagement
- Zum 300jährigen Bestehen des Warburger Gymnasiums spendete er der Schule 1924 viele Prachtausgaben von antiken und deutschen Klassikern. Weitere Bände schenkte er 1928.[2]

## Werke
- Denke ich an Deutschland in der Nacht. Berlin 1951; Neuauflage Museumsverein Warburg, 2005; englische Übersetzung: Before the fury. Jews and Germans before Hitler. New York 1966
- Englische Schauspieler und Englisches Schauspiel zur Zeit Shakespeares in Deutschland. Hamburg 1903; Neuauflage 1977
- Die Banken der Pfalz und ihre Beziehungen zur Pfälzer Industrie. Schweitzer, München 1903